# Поредје
Поредје (до 1991. године Поређе) је насељено место у саставу општине Хум на Сутли у Крапинско-загорској жупанији, Хрватска. До територијалне реорганизације у Хрватској налазило се у саставу старе општине Преграда.

## Становништво
На попису становништва 2011. године, Поредје је имало 220 становника.

## Попис1991.
На попису становништва 1991. године, насељено место Поређе је имало 221 становника, следећег националног састава:
| Попис 1991.‍ | Попис 1991.‍ | Попис 1991.‍ | Попис 1991.‍ | Попис 1991.‍ |
| ----------- | ----------- | ----------- | ----------- | ----------- |
|             |             |             |             |             |
| Хрвати      | Хрвати      |             | 214         | 96,83%      |
| Словенци    | Словенци    |             | 6           | 2,71%       |
| непознато   | непознато   |             | 1           | 0,45%       |
| укупно: 221 |             |             |             |             |